# 高高·美巴圖
高高·美巴圖（英語：Golgol Mebrahtu，1990年8月28日—），是一名厄立特里亞職業足球員，司職翼鋒，現效力於澳職球會布里斯班獅吼。
雖然在非洲出生，但他年輕時已居於澳洲，曾效力過黃金海岸聯和墨爾本雄心，於2014年加盟西流。